# Mecodema aberrans
Mecodema aberrans es una especie de escarabajo del género Mecodema, familia Carabidae. Fue descrita científicamente por Putzeys en 1868.
Esta especie se encuentra en Nueva Zelanda.
Es de tamaño mediano (14,6–19,5 mm de largo y 5,3–6,5 mm de ancho.